# 血火同源
《血火同源》（Fire and Blood）是美国HBO历史奇幻电视剧《权力的游戏》第一季的第十集，也是该季的最后一集。本集于2011年6月19日首播，由剧集创作者兼执行制片人大卫·贝尼奥夫和D·B·魏斯撰写剧本，艾伦·泰勒执导。
本集的标题是剧中坦格利安家族的座右铭，暗示了前一集高潮事件后的余波。本集的剧情围绕史塔克家族对奈德·史塔克被处决的反应展开：珊莎被扣为人质，艾莉亚乔装逃走，罗柏和凯特琳率军对抗兰尼斯特家族，而琼恩·雪诺则在自身忠诚的分裂中苦苦挣扎。在狭海的对岸，丹妮莉丝必须面对血魔法夺走她的丈夫、儿子和军队的后果。
这一集受到了评论家的好评，他们特别指出结尾场景是结束第一季的特别有力的方式。在美国，该集的初次播出吸引了304万观众。这一集还获得了黄金时段艾美奖最佳剧集特别视觉效果提名。

## 剧情

### 在君临城
乔佛里强迫珊莎观看奈德及其家臣被斩首后插在长矛上的头颅。当乔佛里说罗柏的头颅也会挂在那里时，珊莎表示希望看到乔佛里的头颅挂在那里，乔佛里便命令马林爵士打了她一巴掌。猎狗则建议珊莎为了自身安全要服从乔佛里。
艾莉亚被守夜人招募官尤伦救下后，假扮成男孩并化名为“阿利”与尤伦一起逃往长城，同行的还有新招募的成员，包括罗米、热派以及不知自己是已故国王劳勃私生子的詹德利。

### 临冬城
鲁温学士将奈德·史塔克的死讯告知布兰和瑞肯·史塔克。

### 在河间地
在史塔克军营中，罗柏在奈德死后发誓要向兰尼斯特家族复仇，但凯特琳表示他们必须首先救出艾莉亚和珊莎。史塔克家族的追随者如今支持北境独立，宣称罗柏为“北境之王”，而不是支持同样声称拥有铁王座的史坦尼斯或藍禮·拜拉席恩。詹姆告诉凯特琳是他将布兰推下塔楼，但没有解释原因。
在兰尼斯特军营中，泰温因奈德被处决后无法与史塔克家族求和，因此命令提利昂代替他前往君临城担任首相，以控制国王乔佛里。提利昂违背父亲的命令，带上了雪伊同行。

### 在绝境长城
琼恩试图从守夜人军团逃离，加入罗柏的队伍为奈德报仇，但山姆、派普和葛兰说服他返回。第二天早上，杰奥尔尽管知道琼恩曾试图叛逃，仍命令他加入自己前往长城之外的远征，目的是对抗野人和白鬼的威胁，并找到班扬·史塔克。

### 在拉扎尔
丹妮莉丝得知她未出生的孩子因弥丽的咒语而夭折。此外，虽然卓戈的性命被保住了，但他却陷入了昏迷的状态，导致他的大多数追随者都离他而去。弥丽透露，她这样做是为了报复她的村庄和族人所遭受的毁灭。丹妮莉丝知道卓戈宁愿死去也不愿以目前的状态继续生存，于是用枕头结束了他的生命。
丹妮莉丝将弥丽绑在卓戈的火葬柴堆上，并将她的龙蛋放在顶部。丹妮莉丝宣布自己为新卡拉萨的女王，并步入点燃的柴堆。天亮时，乔拉和她剩余的忠诚追随者在灰烬中发现她毫发无损，手中抱着三条刚孵化的幼龙，这是一个多世纪以来首次诞生的龙。他们惊叹不已，向丹妮莉丝鞠躬致敬。

## 制作

### 编剧
本集由剧集制片人大卫·贝尼奥夫和D·B·魏斯编剧。 与第一季的其他剧集一样，本集改编自乔治·R·R·马丁所著的《冰与火之歌》系列小说第一部《权力的游戏》。这一集涵盖了小说第66至73章，即《艾莉亚V》、《布兰VII》、《珊莎VI》、《丹妮莉丝IX》、《提利昂IX》、《琼恩IX》、《凯特琳XI》和《丹妮莉丝X》章节。同时，还涵盖了系列小说的第二部《列王的纷争》的部分内容：《艾莉亚I》（第二章）和《凯特琳VII》（第五十五章）。为了适应改编，新增的场景包括凯特琳和罗布收到奈德死讯，揭示瑟曦与蓝赛尔·兰尼斯特之间的关系，以及派席尔大学士、妓女萝丝、瓦里斯以及小指头之间的互动。

### 拍摄
本集结局中的龙是由第一季的首席视效公司BlueBolt制作。视觉特效总监安吉拉·巴森（Angela Barson）承认，CGI龙的特效是最让人紧张的特效之一，让人彻夜难眠。在谈及剧中龙宝宝现身的高潮场景时，女演员艾米莉亚·克拉克告诉VH1 ，“你会看到丹妮与龙蛋之间的关系，看到这种关系逐渐发展，以及她与龙蛋之间那种直觉的联系，这种联系的发展非常美妙。”克拉克还暗示，根据她与原著作者兼执行制片人乔治·R·R·马丁的对话，她预计在第二季中“会有更多与龙互动的戏份！”“视效数据管理员”奈尔·麦克沃伊（Naill McEvoy）后来证实，在第二季中龙的出现次数将会增加。
为了拍摄龙诞生的场景，导演艾伦·泰勒引导克拉克表现出她的恐惧和个人情感，即对在剧组面前裸露的担忧和不确定感，以更好地诠释她的角色。泰勒还坚持让贝尼奥夫和魏斯将场景从夜晚改为黎明（如马丁原著中所描述的那样），以便他能够在剧集最后一幕拉远镜头，展现广阔的风景，同时新生的小龙以戏剧性的方式啼叫。贝尼奥夫和魏斯指出：“这些镜头的顺序和时间安排从一开始就在他（泰勒）的脑海中。这个场景几乎完全是他（泰勒）在拍摄前向我们描述的那样。”
在乔佛里强迫珊莎观看奈德及其随从被插在长矛上的头颅的场景中，其中一个短暂出现的假头侧面轮廓酷似美国前总统乔治·W·布什。在第一季DVD中发布的评论里，贝尼奥夫和魏斯解释说，这并不是为了表达政治立场，而是因为制作团队使用了手头现有的假头。2012年6月媒体报道后，HBO为此镜头道歉，称其“不可接受、不尊重且品味极差”。声明还表示，该镜头将在未来的家庭视频制作和电视广播中进行编辑。HBO将该集从数字下载服务中撤下，直到场景被编辑完毕。在剪辑后的场景中，该头颅与布什毫无相似之处。

## 评价

### 播出和收视率
《血火同源》于2011年6月19日首次在美国和加拿大的HBO播出。该集是该季收视率最高的一集，估计有304.1万观众观看，并在18至49岁的成年人中获得了1.4的收视份额。这意味着在播出时，1.4%的18至49岁观众观看了该集。包括重播在内，该集总共吸引了390万观众。在英国，该集有131.4万观众观看，成为当周收视率最高的节目。

### 主流评论
《血火同源》获得了积极的评价，尤其是结尾场景赢得了广泛赞誉。
评论聚合网站烂番茄调查了23篇关于本集的评论，结果显示其中100%为正面评价，平均得分为9.27（满分10分）。该网站的共识评论写道：“《血火同源》在令人震惊的倒数第二集之后，巧妙地提供了收尾，同时为第二季的剧情发展做了战略性铺垫。”IGN的马特·福勒（Matt Fowler）写道：“《血火同盟》并不是一集强有力的高潮，但书迷们肯定会欣赏其中包含的第二部小说《列王的纷争》的小部分内容，这些内容为明年的第二季做了铺垫。”他给该集打出了8.5分（满分10分）。
AV Club的影评人艾米丽·范德沃夫（Emily VanDerWerff）给出了“A−”的评价，并评论道：
特别是，这部剧集展现了它愿意延长一些情感或哲学上的时刻，以充分挖掘演员的表演潜力，并为他们提供超越剧本的场景，让他们能够进一步拓展角色。在一个本可能显得过于分散的结局中——我们看到了本季所有仍然存活的主要角色——那种冷静的头脑更愿意阻止更大规模的战争，但却被更冲动、更年轻的头脑所阻挠的感觉，成为了贯穿整个故事的主线。
同样为AV Club撰稿的大卫·西姆斯（David Sims）称其为该季的完美收官，“让所有人都对第二季充满期待”。詹妮弗·布劳恩（Jenifer Braun）在《明星纪事报》撰文称赞了该集的场景布置（“不得不说，HBO的场景设计师为泰温·兰尼斯特的帐篷准备的所有闪亮物品看起来都令人愉悦”）和幼龙的真实感（“哇，HBO，这里的特效天衣无缝。小龙看起来和剧中的狗一样真实”）。HitFix表示本集“为其精彩的第一季画上了句号……整个过程都非常有趣——结局可能是迄今为止最有趣的——而且我们知道至少还有一季即将到来。如果创作团队能够保持这种质量水平，很难想象HBO会很快结束这部剧，即使预算只会越来越高。龙不便宜，但它们也很神奇”。

#### 奖项和提名
| 年份 | 奖项                   | 类别             | 被提名人 | 结果 | 引用来源 |
| ---- | ---------------------- | ---------------- | --- | ---- | -------- |
| 2011 | 艾美奖黄金时段创意艺术 | 杰出特殊视觉效果 | 拉斐尔·莫兰特、亚当·麦金尼斯、格雷厄姆·希尔斯、露西·安斯沃思-泰勒、斯图尔特·布里斯顿、达米恩·马塞、亨利·巴吉特和安吉拉·巴森 | 提名 | [ 23 ]   |

### 乔治·W·布什的道具争议和移除

由于在尖桩上插了一颗神似乔治·W·布什的假人头，HBO不得不发表道歉声明并重新剪辑了该片段。

这一集有这样一个场景，乔佛里强迫珊莎观看她父亲和家臣被斩首后插在长矛上的头颅。在拍摄了这些毁容的头颅场景后，其中一个被斩首的头颅酷似美国前总统乔治·W·布什。由于该场景在社交媒体上引发了政治争议，HBO迅速开始删除并重新剪辑该段场景。此后，这颗斩首道具被剪辑成类似一颗普通的头颅道具。
一些政界人士开始呼吁抵制该剧，称这一场景简直“卑鄙”。该剧的主创大卫·贝尼奥夫与D·B·魏斯均为此道具的拍摄道歉，并表示：
我们在剧中使用了大量假体道具，如头颅、手臂等。我们无法负担全部从头制作这些道具的费用，尤其是在需要大量道具的场景中，因此我们批量租用。在场景拍摄完成后，有人指出其中一个头颅看起来像乔治·W·布什。在DVD评论中，我们提到了这一点，尽管我们本不应该这样做。我们对前总统并无不敬之意，如果我们所说或所做的任何事暗示了这一点，我们深表歉意。